# بريانسك
بريانسك (بالروسية: Брянск) هي إحدى مدن روسيا في الكيان الفدرالي الروسي أوبلاست بريانسك. تقع مدينة بريانسك على ضفاف نهر ديسنا عند التقائه بنهري بولفا وسنيجيتي. وهي مركز مقاطعة بريانسك وتبعد عن العاصمة كيانات اتحادية روسية 500 الف نسمة، وهي مركز صناعي كبير ومحور نقليات مهم.

## نبذة عن تاريخ المدينة
يعتقد علماء الاثار ان مدينة بريانسك اسست في عام 985، معتمدين على نتائج الحفريات التي اجريت في اعوام 1976—1979. غير ان اسم المدينة ورد لأول مرة في السجلات التاريخية عام 1146.

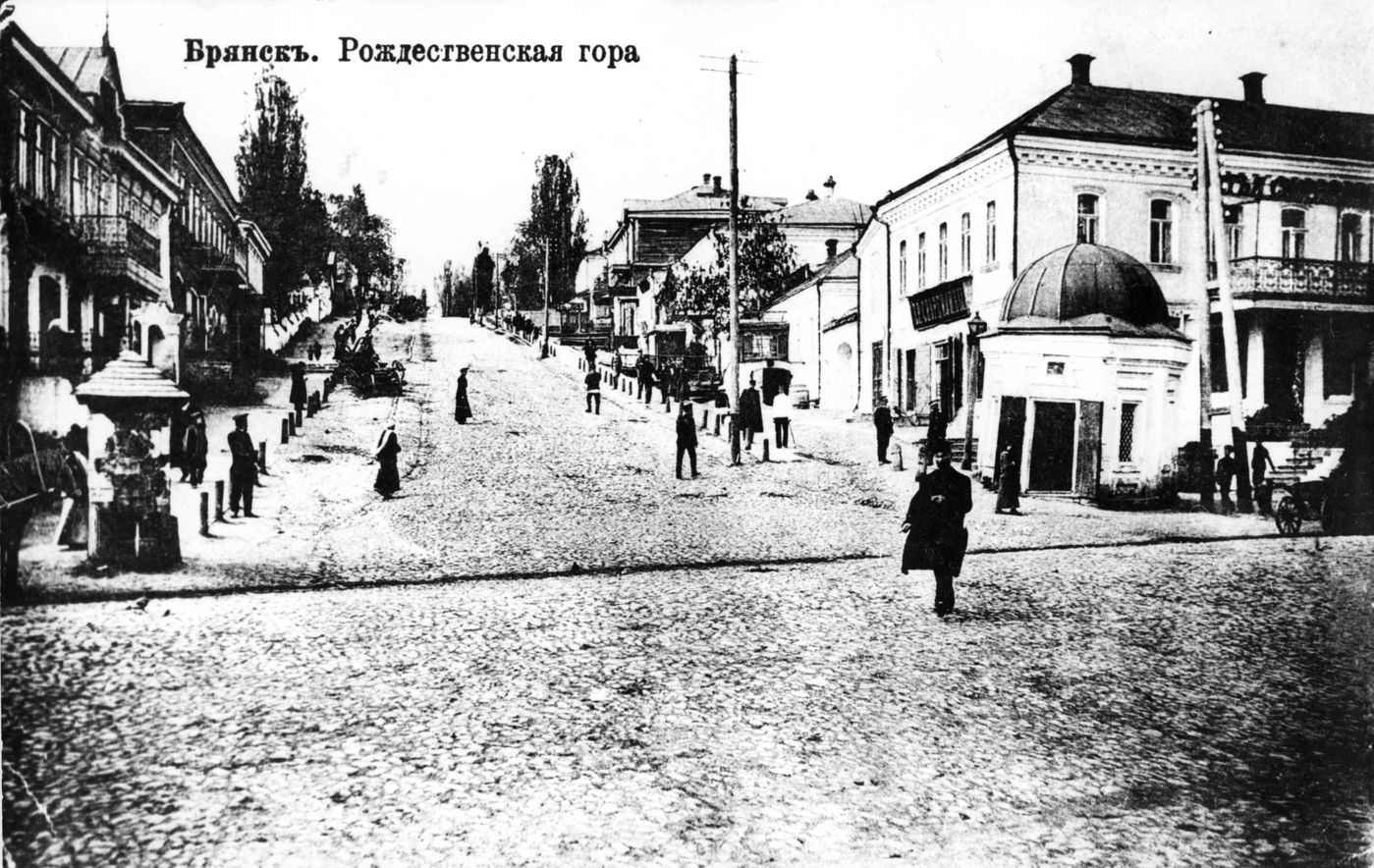
اوائل القرن ال20

بنيت المدينة كبلدة محصنة على الضفة اليمنى العالية لنهر ديسنا بين غابات كثيفة جدا. وساعدت حركة الملاحة في النهر على تطور المدينة لاحقا لكونها اتصلت بإمارات تشيرنغوف وكييف ونوفغورود كما كانت الطريق المؤدية إلى سمولينسك تمر من خلالها.
في عام 1246 بعد الغزو المغولي – التتري لامارة تشيرينغوف وصل الأمير ميخائيل رومانوفيتش (من سلالة ريوريك) سرا عن طريق الغابات الكثيفة إلى بريانسك واسس امارة بريانسك كما أصبحت المدينة مقرا للمطرانية حتى عام 1465. في عام 1356 احتلت قوات امارة ليتوانيا امارة بريانسك لمدة قرن ونصف القرن إلى ان حررها القيصر ايفان الثالث عام 1500 وضمها إلى الدولة الروسية. بعد ذلك أصبحت المدينة إحدى القلاع المهمة في حماية الحدود الجنوبية الغربية للدولة الروسية.
تطورت المدينة وتوسعت في القرن الـ 16 وشيدت فيها كنائس واديرة عديدة وفي منتصف القرن امر القيصر إيفان الرابع ببناء كنيسة حجرية في القلعة. وكان هذا أول مبنى حجري في المدينة.
تعرضت المدينة عام 1607 مرتين إلى هجوم من قبل قوات دميتري الثاني الكذاب وقرر سكانها خلال الهجوم الأول اضرام النار في منازلها لكي لا تصبح تحت تصرف المهاجمين. اعيد بناء المدينة قبل نهاية السنة نفسها دون النظر إلى المخاطر التي كانت محيطة بها.

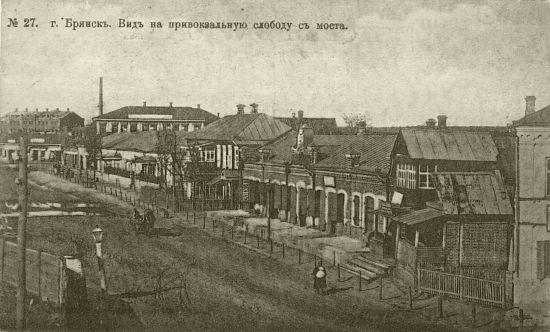
سنة 1910

تم في عهد القيصر بطرس الأكبر إعادة تحصين المدينة من جديد. كما اصدر القيصر اوامره ببناء المصانع من ضمنها إنشاء مصنع لبناء السفن وانشأت إدارة للجمارك. في هذه الفترة انتشر استخدام الحجر في بناء المساكن وغيرها من المباني. وشهد النصف الثاني من القرن الـ 19 وتائر سريعة في تطور الاقتصاد والتجارة والإنتاج، لتصبح المدينة مركزا كبيرا للصناعات المعدنية كما انشأت فيها مصانع للانسجة والحبال وتظهر في ضواحيها احياء صناعية التي أصبحت حاليا ضمن حدود المدينة. ربطت المدينة بشبكة النقليات الروسية عام 1868 بعد إنشاء خط سكك الحديد أوريول – فيتيبسك، وكان هذا عاملا مهما في توسع المدينة وازدهارها حيث أصبحت عام 1881 تمتد لمسافة تزيد عن 4 كم. وتشكلت فيها عشرات الاحياء وانشأت فيها الساحات العامة وكانت شوارعها مستقيمة وعريضة.
حين قيام ثورة أكتوبر عام 1917 كان عدد نفوس المدينة يزيد على 30 الف نسمة وفيها 17 كنيسة وأكثر من 50 مؤسسة صناعية وفيها عدد كبير من المخازن والمتاجر.
بعد ثورة أكتوبر واقامة السلطة السوفيتية في المدينة وبموجب الخطط التنموية التي وضعتها السلطات توسعت المدينة كثيرا واصبحت من المراكز الصناعية الضخمة في البلاد وافتتحت فيها مدارس جديدة ورياض الأطفال والمعاهد والثانويات المهنية المختلفة حيث وصل عدد نفوسها عام 1940 إلى 100 الف نسمة واحتوت على حوالي 7000 مبنى سكني. وتم في اواسط العشرينات من القرن الماضي إعادة بناء وتنظيم مركز المدينة التاريخي مع المحافظة على الاثار المعمارية التاريخية له.
خلال الحرب الوطنية العظمى (1941 – 1945) تعرضت المدينة كبقية المدن المحتلة إلى تدمير شامل للبنية التحتية والمباني السكنية والمؤسسات الصناعية والتعليمية. لقد احتلت القوات الفاشية مدينة بريانسك في 6 أكتوبر/ تشرين الأول عام 1941 واستمر الاحتلال إلى ان حررتها قوات الجيش الأحمر وفصائل الأنصار في 17 سبتمبر/ ايلول عام 1943 .
في اثناء فترة الاحتلال التجأ أكثر من 60 الف شخص إلى غابات بريانسك الكثيفة، حيث نظمت هناك فصائل للانصار كانت مهمتها الاساسية مقارعة قوات الاحتلال وتكبيدها أكبر مايمكن من خسائر في المعدات والارواح، دعما لقوات الجيش الأحمر النظامية التي كانت تقاتل الغزاة على طول الجبهة وعرضها.
بعد تحرير المدينة وادراجها ضمن قائمة الـ 15 مدينة تاريخية التي يستوجب إعادة بنائها في المرحلة الأولى. في عام 1944 أصبحت المدينة مركزا لمقاطعة بريانسك المنشأة حديثا.
وتقديرا للبطولات التي ابداها أهل المدينة وبسالتهم في محاربة الاعداء وجهودهم الكبيرة التي بذلوها من اجل إعادة بناء المدينة ومؤسساتها منحت بريانسك لقب مدينة المجد العسكري.

## بريانسك اليوم

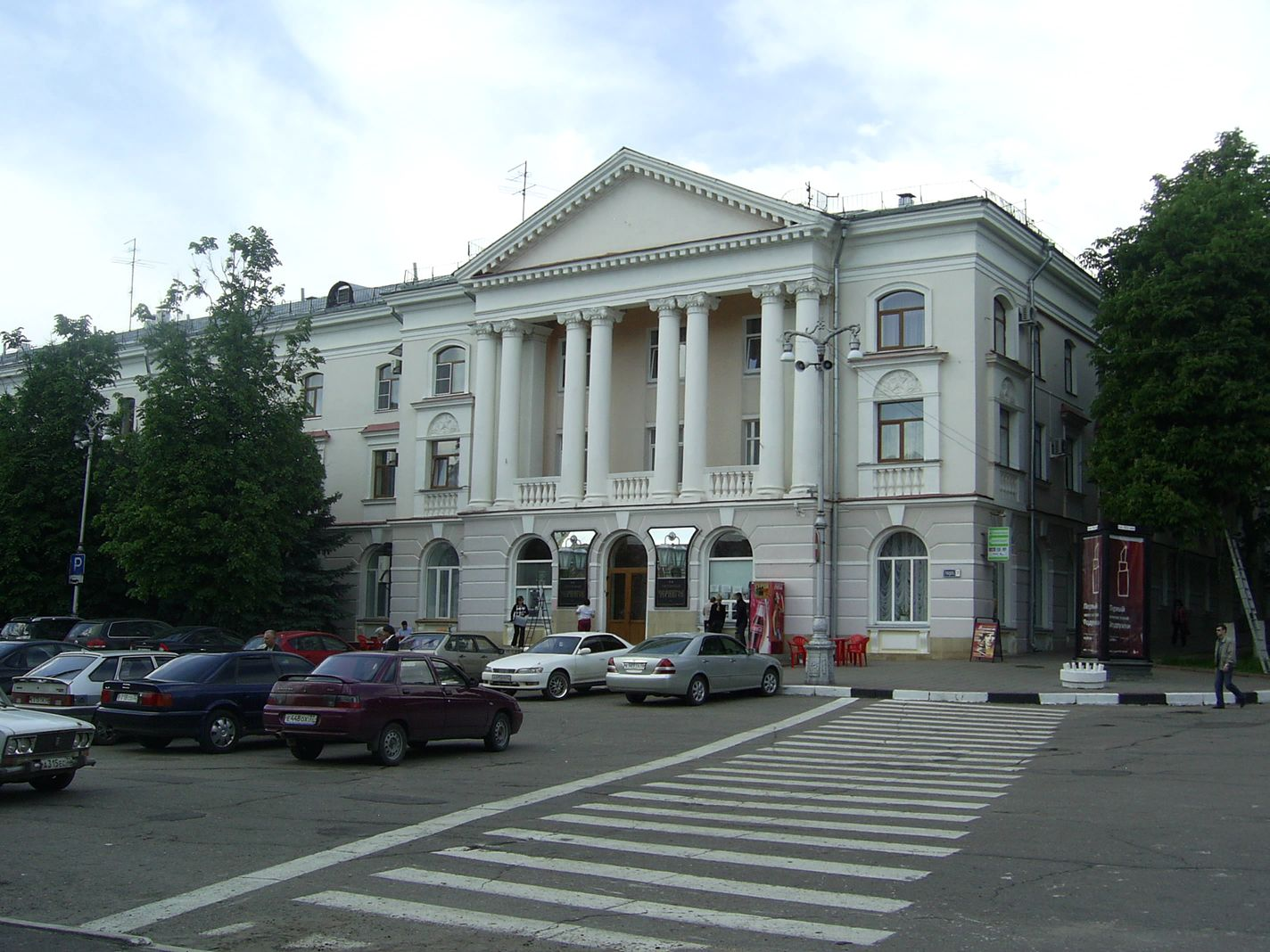
أحد فنادق المدينةتعتبر

مدينة بريانسك اليوم أحد اضخم المراكز الصناعية في روسيا الاتحادية، وأهم القطاعات الصناعية التي تمتاز بها المدينة هي بناء الماكينات والصناعات المعدنية والخشبية والنسيج الصناعات الغذائية حيث تعمل في المدينة حاليا أكثر من 1200 مؤسسة صناعية. ومن أهم المنتجات الصناعية للمدينة – قاطرات الديزل ومحركات السفن وعربات النقل ومعدات وماكينات بناء وتبليط الطرق وكذلك الماكينات والمعدات الزراعية ومواد البناء وغيرها.
تمر عبر المدينة طرق سكك الحديد وطرق السيارات التي تربط المدن الروسية بالدول المجاورة أي ان المدينة محور مهم للنقليات إضافة إلى وجود مطار دولي فيها.

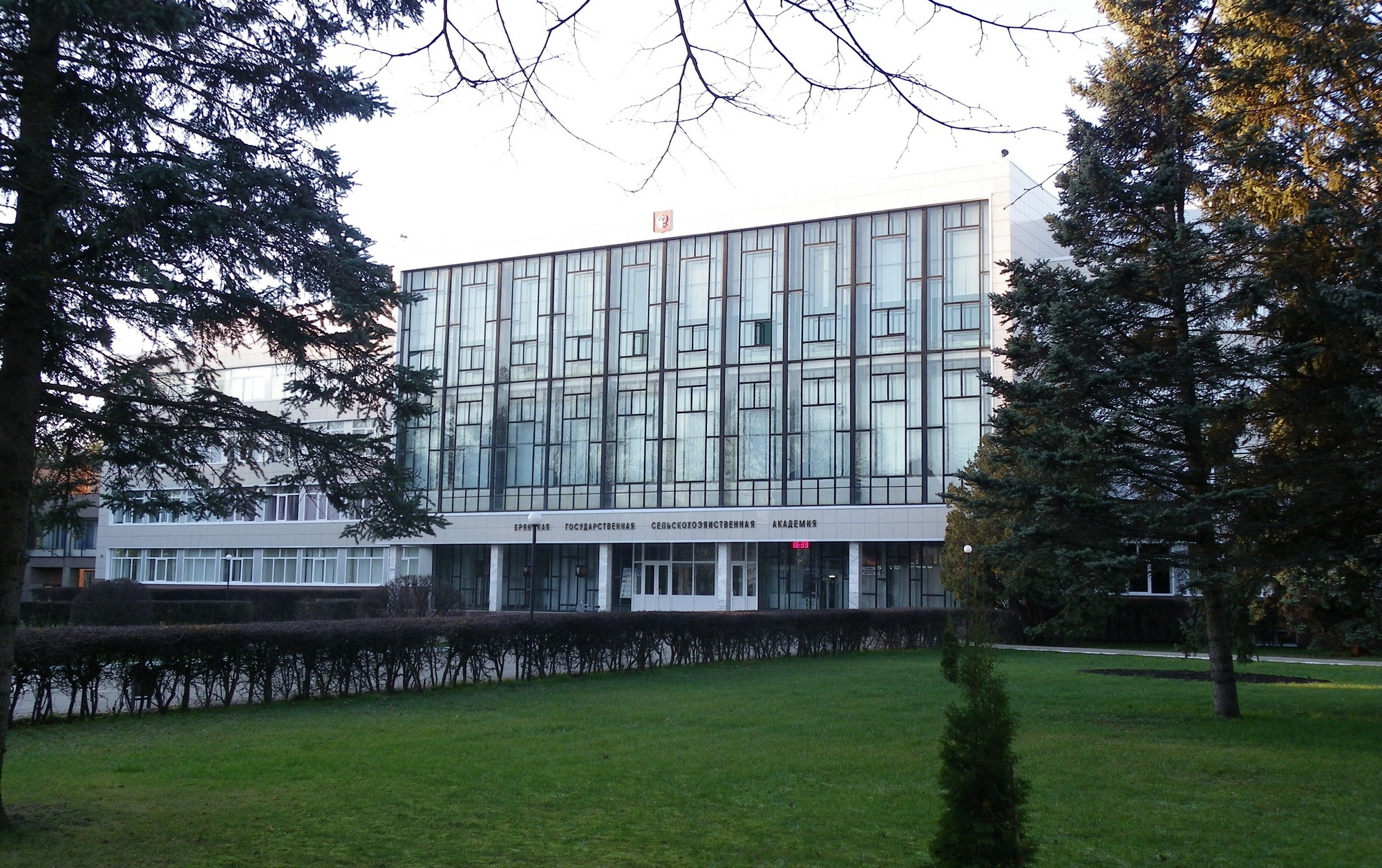
اكاديمة بريانسك الحكمية للعلوم الزراعية

وفي مجال التعليم توجد في المدينة مجموعة كبيرة من المؤسسات التعليمية المختلفة. في المدينة مجموعة من الجامعات الحكومية والاهلية و18 فرعا لجامعات أخرى. ومن أهم هذه الجامعات: جامعة بريانسك الحكومية للعلوم التقنية والأكاديمية الحكومية للعلوم الهندسية والتكنولوجيا، واكاديمة بريانسك الحكمية للعلوم الزراعية وغيرها. كما توجد في المدينة معاهد مهنية متوسطة وثانويات صناعية إضافة إلى مدارس الموسيقى والفنون الجميلة والمدارس العامة ورياض الأطفال. تعمل في المدينة 168 مكتبة عامة اضخمها مكتبة مقاطعة بريانسك العلمية العامة.
تعمل في المدينة أيضا مجموعة من المسارح منها مسرح مقاطعة بريانسك للدراما(بالروسية: Брянский областной театр драмы имени А. К. Толстого) ومسرح الشباب ومسرح الدمى ومسرح اورفيوس(بالروسية: Детский музыкальный театр «Орфей») وقاعات للموسيقى ودور السينما وسيرك والقبة الفلكية، إضافة لذلك هناك نوادي ليلية ومطاعم ومتنزهات عديدة.

## الاثار المعمارية
تل الخلود – نصب تذكاري للشهداء الذين سقطوا في اثناء الحرب الوطنية العظمى. اقيم النصب عام 1967 في أحد متنزهات المدينة تخليدا لابناء المدينة الذين سقطوا ابان الحرب. لقد في هذا النصب تربة جلبت من المدن البطلة ومن المقابر الجماعية لشهداء الحرب الوطنية العظمى ومن مدينة شيبكا البلغارية.لقد عمل في إنشاء هذا النصب الاف الشباب والشابات في وقن فراغهم. يبلغ ارتفاع النصب 12 مترا وحجمه 20 الف متر مكعب. وضعت في قاعدة النصب ماسورة مدفع فيها كبسولة بداخلها رسالة للاجيال القادمة سستفتح عام 2017 أي بعد مرور 50 عاما على إنشاء النصب.

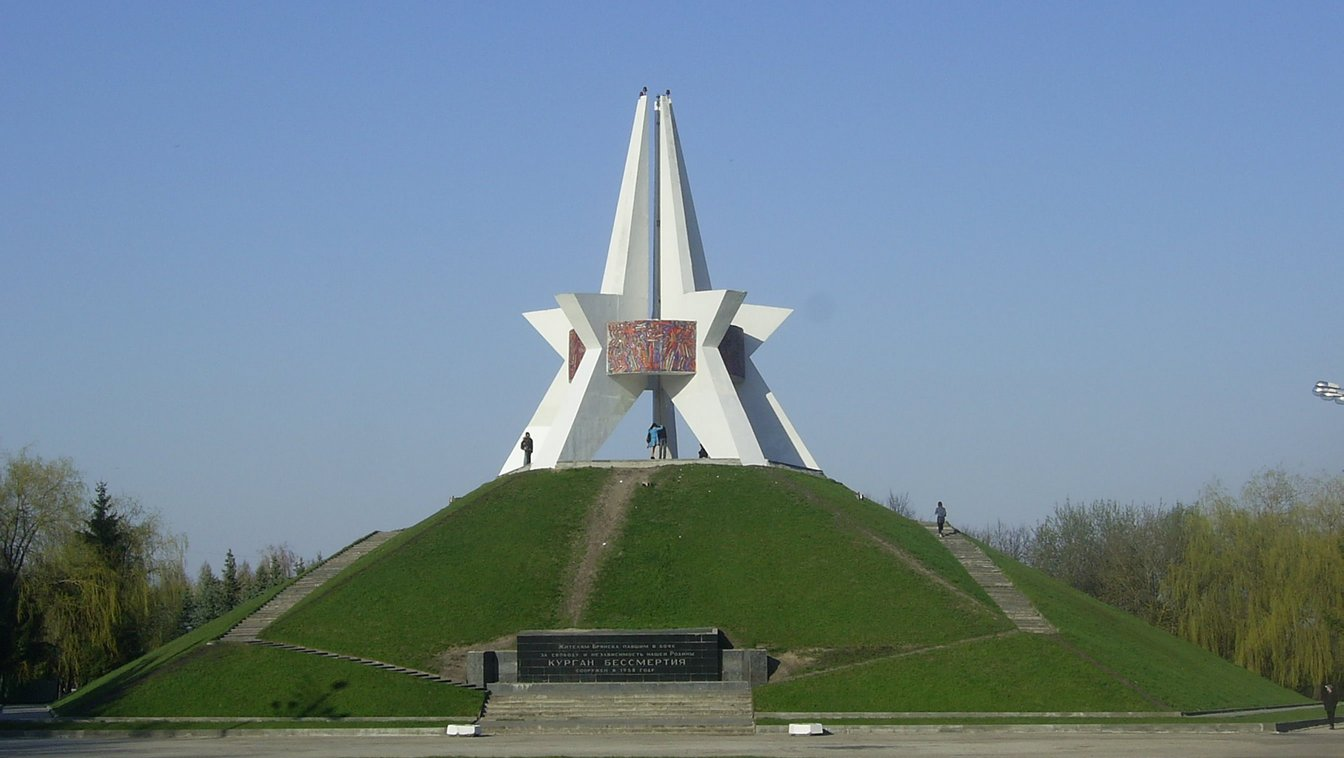
تل الخلود

متحف ومتنزه تولستوي – افتتح هذا المتنزه عام 1936 كمتنزه مركزي للمدينة وأهم مايشتهر به المتنزه هي التماثيل الخشبية التي نحتت من سيقان الاشجار، وكان أول تمثال منها قد ظهر في عام 1960 .
كنيسة القديس نيكولاس – بنيت هذه الكنيسة عام 1751.
كاتدرائية الشفاعة – بنيت هذه الكاتدرائية عام 1626 على الطراز المعماري القديم وهي بناء من الحجر انشأت على جبل الشفاعة. يتكون البناء من طابقين وفيه 5 قباب واحدة في المركز والباقية تشير إلى الجهات الاربعة وفيه أيضا برج الاجراس. اغلقت الكاتدرائية عام 1918 وحول إلى مبنى الارشيف وفي السبعينات من القرن الماضي تم ترميم المبنى بالكامل وحول إلى قصر الحرف الشعبية وفي عام 1991 اعيد المبنى إلى الكنيسة الأرثوذكسية وتمارس فيه الآن الطقوس الدينية يوميا.
كنيسة المخلص – صممت الكنيسة وبنيت على الطراز الروسي الحديث عام 1904.اغلقت الكنيسة عام 1929 وحولت لاحقا إلى دار العلوم والتقنية وتم فتح نوافذ جديدة في الطابق الارضي مما ادى إلى تشوه تصميمها الاصلي. عام 1993 اعيدت إلى الكنيسة الروسية الأرثوذكسية حيث تقام الطقوس الدينية يوميا.
وهناك في المدينة وضواحيها اثار تاريخية كثيرة مثل تل تشاشين التي تعود إلى القرن الـ 7 ويضا بقايا بلدة فشيج التي بنيت في القرن التاسع وكانت تابعة لامارة ياروسلاف الحكيم.